# Стасевщина
Стасевщина (укр. Стасівщина) — село в Прилукском районе Черниговской области Украины. Население — 190 человек. Занимает площадь 0,803 км². Расположено на реке Ставка (Без названия).
Код КОАТУУ: 7424182107. Почтовый индекс: 17584. Телефонный код: +380 4637.

## География
Расстояние до районного центра:Прилуки : (11 км.), до областного центра:Чернигов ( 134 км. ), до столицы:Киев ( 132 км. ). Ближайшие населенные пункты: Глинщина 1 км, Нетяговщина, Даньковка и Онищенков 2 км, Богдановка и Линовица 3 км.

## Власть
Орган местного самоуправления — Даньковский сельский совет. Почтовый адрес: 17582, Черниговская обл., Прилукский р-н, с. Даньковка, ул. Гагарина, 6а.